# Antônia Gordiana
Antônia (português brasileiro) ou Antónia Gordiana (português europeu) (em latim: Antonia Gordiana), cujo nome apresentado na História Augusta é Mécia Faustina (em latim: Maecia Faustina), era uma nobre romana, filha do imperador Gordiano I, irmã de Gordiano II (r. 238) e mãe de Gordiano III (r. 238–244) com seu marido, o consular Júnio Balbo. Só se sabe seu nome e parentesco e é apenas mencionada na História Augusta.  O nome Antônia Gordiana é assumido pelos prosopografistas.